# En heldig kartoffel
En heldig kartoffel er en dansk kortfilm fra 1981, der er instrueret af Annette Mari Olsen.

## Handling
Eventyret om den dumme trold, som skal giftes med prinsessen for at få det halve kongerige.